# Sala władysławowska

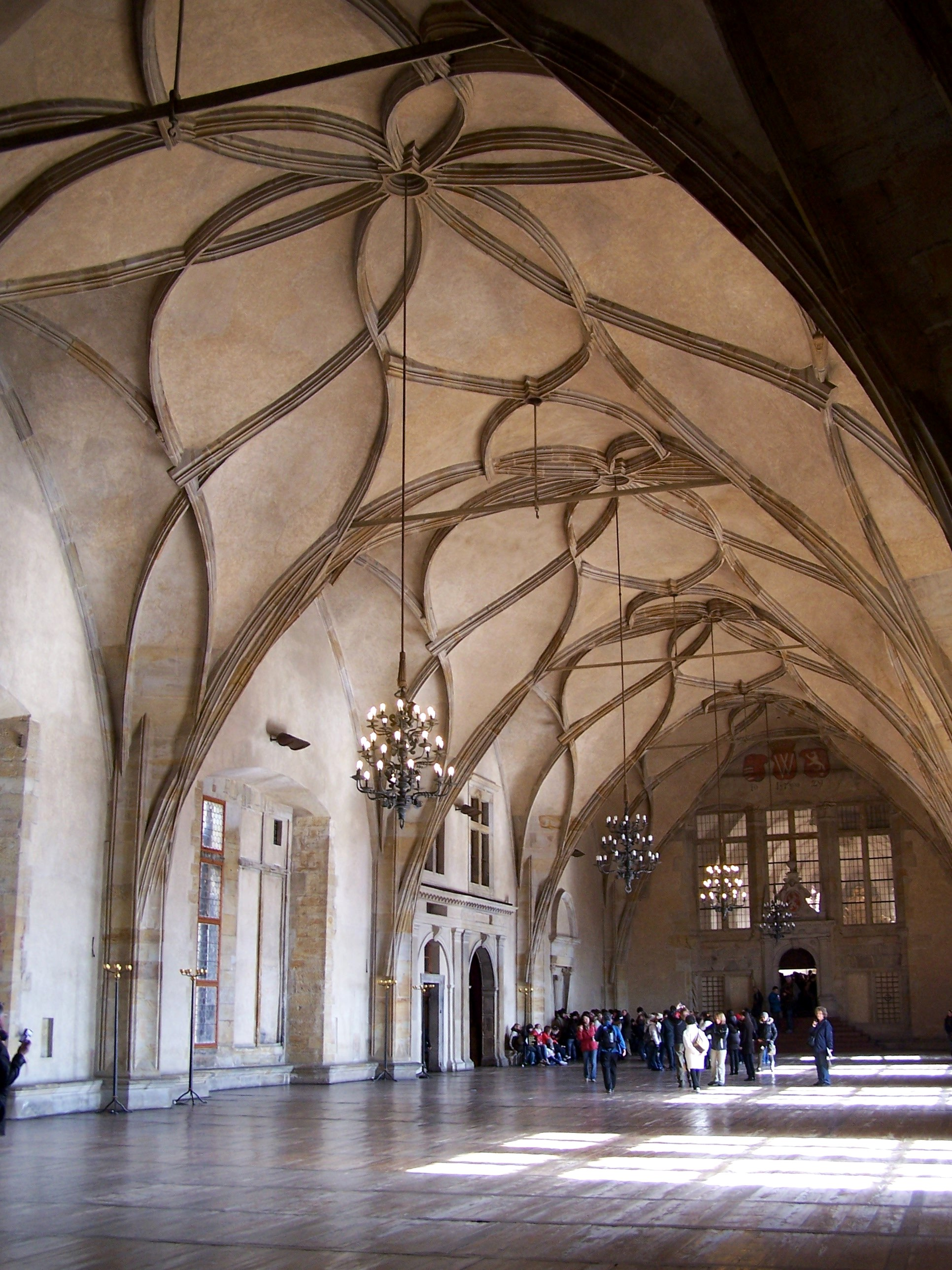
Widok sali władysławowskiej

Sala władysławowska (czes. Vladislavský sál) − największa i najważniejsza z reprezentacyjnych sal Zamku Praskiego.

## Historia
Sala została zbudowana około 1490 roku  za panowania Władysława II Jagiellończyka według projektu architekta Benedykta Rejta. Jest  przykładem tzw. gotyku władysławowskiego. Sala ma rozmiary 62 × 16 m i wysokość 13 m i została wybudowana w stylu gotyckim z renesansowymi oknami. Jest obecnie używana do organizacji świąt państwowych, posiedzeń nadzwyczajnych parlamentu i zaprzysiężeń prezydenta. Sala jest otwarta dla turystów w ramach zwiedzania starego pałacu królewskiego zamku praskiego.